# Apt (cratère)
Le cratère Apt est un cratère d'impact de 9,57 km de diamètre situé sur Mars dans le quadrangle de Mare Acidalium. Il a été nommé en référence à la ville d'Apt en France.